# IC 2740
IC 2740 је спирална галаксија у сазвјежђу Лав која се налази на листи објеката дубоког неба у Индекс каталогу.
Деклинација објекта је + 8° 45' 6" а ректасцензија 11h 21m 17,0s. Привидна величина (магнитуда) објекта IC 2740 износи 15,7 а фотографска магнитуда 16,5.